# Rio Caracol
Der Rio Caracol ist ein etwa 76 km langer rechter Nebenfluss des Rio Piquiri in der Mitte des brasilianischen Bundesstaats Paraná.

## Etymologie
Caracol bedeutet auf  deutsch (Gehäuse)-Schnecke.

## Geografie

### Lage
Das Einzugsgebiet des Rio Caracol befindet sich auf dem Terceiro Planalto Paranaense (Dritte oder Guarapuava-Hochebene von Paraná).

### Verlauf
Sein Quellgebiet liegt im Munizip Janiópolis auf 563 m Meereshöhe etwa 5 km südwestlich der Stadtmitte in der Nähe der PR-468.
Der Fluss verläuft überwiegend in südwestlicher Richtung. In seinem Oberlauf durchfließt er die Munizipien Janiópolis und Rancho Alegre d’Oeste. Er berührt das Munizip Goierê und bildet dessen südöstliche Grenze. Er fließt im Munizip Quarto Centenário von rechts in den Rio Piquiri. Er mündet auf 285 m Höhe. Er ist etwa 76 km lang.

### Munizipien im Einzugsgebiet
Am Rio Caracol liegen die vier Munizipien Janiópolis, Rancho Alegre d’Oeste, Goierê und Quarto Centenário.